# Verónica Boquete
Verónica Boquete Giadans, conosciuta come Vero (Santiago di Compostela, 9 aprile 1987), è una calciatrice spagnola, centrocampista del Como 1907.
In carriera ha giocato in tre diversi continenti, vinto due titoli nazionali in due campionati diversi, quello di Campione di Svezia con il Tyresö FF nel 2012 e quello di Campione di Germania con il Bayern Monaco nel 2016, la Coppa di Francia 2018 con il Paris Saint-Germain e la UEFA Women's Champions League 2014-2015 con l'1. FFC Francoforte.E in Italia con prima il Milan e poi la Fiorentina
Ha inoltre indossato la maglia della nazionale spagnola sia a livello giovanile, conquistando con la formazione under 19 l'Europeo di Finlandia 2004 che in quella maggiore, partecipando al Mondiale di Canada 2015 e vincendo l'edizione 2017 dell'Algarve Cup.

## Biografia
Nel novembre del 2022 ha ricevuto l'eBay Values Award, premio istituito dalla stessa azienda insieme alla FIGC e all'Università Bocconi di Milano e assegnato alle calciatrici di Serie A distintesi per il loro comportamento dentro e fuori dal campo.

## Carriera

### Club

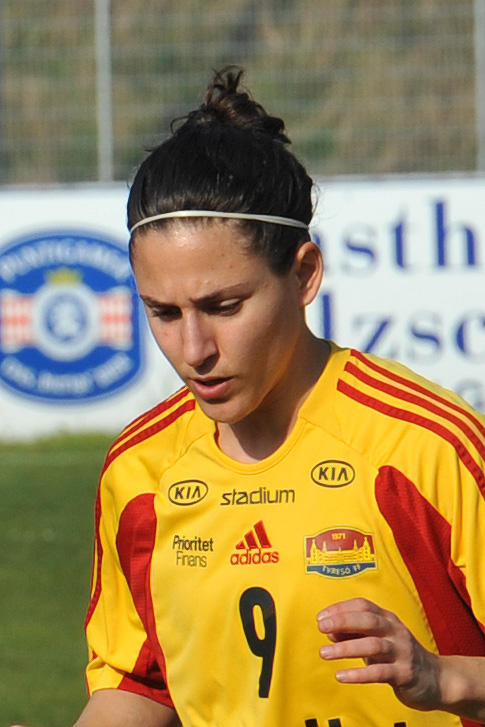
Boquete con la maglia del nel 2014

Inizia la carriera nel suo pese natale, in Spagna, indossando la maglia del Transportes Alcaine dal 2005 e rimanendo per tre stagioni prima di trasferirsi all'Espanyol nell'estate 2008, giocando con il club di Barcellona per due stagioni. Libera da impegni in Spagna, nell'estate 2009 ha la sua prima esperienza all'estero, destinazione Stati Uniti d'America, vestendo brevemente, da giugno ad agosto, la maglia del Buffalo Flash prima del suo trasferimento al Chicago Red Stars, in Women's Professional Soccer (WPS). A fine settembre torna in Spagna per giocare la sua terza e ultima stagione all'Espanyol, per poi riattraversare l'oceano per giocare con la squadra statunitense del Phil. Independence
Durante la sua militanza al club statunitense, dove sfiora la vittoria perdendo ai rigori, è stata scelta come giocatrice dell'anno della Women's Professional Soccer;
Dopo aver sottoscritto un contratto con la squadra russa dell'Ėnergija Voronež disputando le fasi iniziali dell'edizione 2011-2012 della UEFA Women's Champions League, Boquete è passata al Tyresö, sotto la guida dell'allenatore Stefan Fredriksson e giocando al fianco di calciatrici come Line Røddik Hansen, Elaine Moura e Kirsten van de Ven, con la clausola di potersi svincolare per poter tornare a giocare negli Stati Uniti, trasferimento che si concretizza alla fine della stagione.
Si trasferisce quindi all'1. FFC Francoforte per giocare in Frauen-Bundesliga, il massimo livello del campionato tedesco di categoria, dalla stagione 2014-2015.. Con la squadra di Francoforte sul Meno contribuisce al raggiungimento del 3º posto in campionato, della semifinale della DFB-Pokal der Frauen, la coppa di lega tedesca femminile, e vince l'edizione 2014-2015 della UEFA Women's Champions League, consegnando il 4º titolo in bacheca per la società tedesca.
La stagione successiva decide di accordarsi con il Bayern Monaco Campione di Germania, con il quale alla fine del campionato vince nuovamente il torneo.
Nell'estate 2016 il Paris Saint-Germain comunica di aver sottoscritto un contratto biennale con la calciatrice spagnola, la quale indosserà la maglia del club francese dalla stagione 2016-2017.
Nel febbraio 2018 ha lasciato la società parigina e l'Europa per trasferirsi al Beijing BG Phoenix, squadra della capitale cinese partecipante alla Chinese Women's Super League, la massima serie del campionato cinese.
Dopo l'esperienza allo Utah Royals FC nella NWSL statunitense, all'inizio di novembre 2020 si è trasferita al Milan, giocando per la prima volta in Serie A. È rimasta con la società rossonera per una stagione e mezza, collezionando 20 presenze e realizzando 2 reti in campionato, annunciando poi la rescissione del contratto nel corso della sosta invernale della stagione 2021-22. Per la seconda parte della stagione si è accasata alla Fiorentina, rimanendo a giocare in Serie A.
Qui ritrova subito le due ex compagne di squadra rossonere Francesca Vitale e Valentina Giacinti, e darà il suo contributo per la salvezza delle viola dalla retrocessione con 10 presenze e 3 reti.
Nella stagione successiva mette a referto 10 reti in 28 partite giocate, rispettivamente 8 reti in 25 partite in campionato e 2 reti in 3 partite in Coppa Italia.
Nella stagione 2023-2024, a seguito di 24 presenze e 9 gol in campionato, viene eletta dalla FIGC Calcio Femminile come miglior centrocampista della Serie A. Nel giugno del 2024, rinnova il proprio contratto con il club viola fino al 30 giugno 2025. Al termine della stagione 2024-2025, lascia il club viola, in seguito al mancato accordo per un rinnovo del proprio contratto, dopo aver collezionato 31 reti in 97 partite.
Il 14 luglio 2025, Boquete viene ingaggiata a parametro zero dal Como 1907, appena iscrittosi alla Serie B.

### Nazionale
Selezionata per vestire la maglia della nazionale spagnola Under-19, contribuisce alla conquista dell'edizione 2004 del campionato europeo di categoria.
Nel 2005 arriva anche la convocazione nella nazionale maggiore da parte del selezionatore Ignacio Quereda. Da allora Boquete viene più volte convocata per rappresentare la Spagna a livello internazionale condividendo con le compagne il percorso che la vedono approdare alla fase finale del campionato europeo di Svezia 2013, raggiungendo i quarti di finale, e il Mondiale di Canada 2015, dove le Rojas vengono eliminate alla fase a gironi.
Con l'avvicendamento dell'agosto 2015 sulla panchina di Quereda con il nuovo tecnico Jorge Vilda, Boquete viene impiegata durante la fase di qualificazione qualificazione all'Europeo dei Paesi Bassi 2017, scendendo in campo in cinque occasioni durante il 2016 nel torneo UEFA più in un'amichevole, mentre le convocazioni per il 2017 si limitano all'inserimento in rosa all'edizione di quell'anno dell'Algarve Cup; scesa in campo solo in occasione del primo incontro del torneo, il 1º marzo, dove la Spagna supera 2-1 il Giappone, condivide con le compagne la conquista della coppa. Quella fu l'ultima partita disputata da Boquete.

## Statistiche

### Presenze e reti nei club
Statistiche aggiornate al 10 maggio 2025.
| Stagione                   | Squadra                    | Campionato                 | Campionato | Campionato | Coppe nazionali | Coppe nazionali | Coppe nazionali | Coppe continentali | Coppe continentali | Coppe continentali | Altre coppe | Altre coppe | Altre coppe | Totale | Totale |
| Stagione                   | Squadra                    | Comp                       | Pres       | Reti       | Comp            | Pres            | Reti            | Comp               | Pres               | Reti               | Comp        | Pres        | Reti        | Pres   | Reti   |
| -------------------------- | -------------------------- | -------------------------- | ---------- | ---------- | --------------- | --------------- | --------------- | ------------------ | ------------------ | ------------------ | ----------- | ----------- | ----------- | ------ | ------ |
| 2014-2015                  | 1. FFC Francoforte         | FB                         | 21         | 7          | CG              | 4               | 2               | UWCL               | 8                  | 6                  |             | -           | -           | 33     | 15     |
| 2015-2016                  | Bayern Monaco              | FB                         | 9          | 0          | CG              | -               | -               | UWCL               | -                  | -                  |             | -           | -           | 9      | 0      |
| 2016-2017                  | Paris Saint-Germain        | D1                         | 21         | 7          | CF              | 3               | 3               | UWCL               | 9                  | 2                  |             | -           | -           | 33     | 12     |
| 2017-2018                  | Paris Saint-Germain        | D1                         | 10         | 1          | CF              | 0               | 0               |                    | -                  | -                  |             | -           | -           | 10     | 1      |
| Totale Paris Saint-Germain | Totale Paris Saint-Germain | Totale Paris Saint-Germain | 31         | 8          |                 | 3               | 3               |                    | 9                  | 2                  |             | -           | -           | 43     | 13     |
| 2019                       | Utah Royals                | NWSL                       | 21         | 0          |                 | -               | -               |                    | -                  | -                  |             | -           | -           | 21     | 0      |
| 2020                       | Utah Royals                | NWSL                       | 3          | 0          | NWSLCC          | 5               | 1               |                    | -                  | -                  |             | -           | -           | 8      | 1      |
| Totale Utah Royals         | Totale Utah Royals         | Totale Utah Royals         | 24         | 0          |                 | 5               | 1               |                    | -                  | -                  |             | -           | -           | 29     | 1      |
| 2020-2021                  | Milan                      | A                          | 14         | 0          | CI              | 5               | 2               |                    | -                  | -                  | SI          | 1           | 0           | 20     | 2      |
| lug.-dic. 2021             | Milan                      | A                          | 6          | 2          | CI              | -               | -               | UWCL               | 2                  | 0                  | SI          | -           | -           | 8      | 2      |
| Totale Milan               | Totale Milan               | Totale Milan               | 20         | 2          |                 | 5               | 2               |                    | 2                  | 0                  |             | 1           | 0           | 28     | 4      |
| gen.-giu. 2022             | Fiorentina                 | A                          | 10         | 3          | CI              | 1               | 0               |                    | -                  | -                  |             | -           | -           | 11     | 3      |
| 2022-2023                  | Fiorentina                 | A                          | 25         | 8          | CI              | 3               | 2               |                    | -                  | -                  |             | -           | -           | 28     | 10     |
| 2023-2024                  | Fiorentina                 | A                          | 24         | 9          | CI              | 5               | 1               |                    | -                  | -                  |             | -           | -           | 29     | 10     |
| 2024-2025                  | Fiorentina                 | A                          | 23         | 8          | CI              | 1               | 0               | UWCL               | 4                  | 0                  | SI          | 1           | 0           | 29     | 8      |
| Totale Fiorentina          | Totale Fiorentina          | Totale Fiorentina          | 82         | 28         |                 | 10              | 3               |                    | 4                  | 0                  |             | 1           | 0           | 97     | 31     |
| 2025-2026                  | Como 1907                  | B                          | -          | -          | CI              | -               | -               | -                  | -                  | -                  | AWC         | -           | -           | -      | -      |
| Totale carriera            | Totale carriera            | Totale carriera            | 187        | 45         |                 | 27              | 11              |                    | 23                 | 8                  |             | 2           | 0           | 239    | 64     |

## Palmarès

### Club

#### Competizioni nazionali
- Campionato svedese: 1

Tyresö: 2012
- Campionato tedesco: 1

Bayern Monaco: 2015-2016
- Coppa di Francia: 1

Paris Saint-Germain: 2017-2018

#### Competizioni internazionali
- UEFA Women's Champions League: 1

1. FFC Francoforte: 2014-2015

### Nazionale
- Campionato d'Europa under 19: 1

2004
- Algarve Cup: 1

2017

### Individuale
- All-Star Team

Mondiale under 19 2004

## Nella cultura di massa
Il 1º novembre 2024 esce in esclusiva Netflix il documentario Se acabó: Diario de las campeonas, a cui Boquete prende parte insieme a otto calciatrici della nazionale spagnola campionessa del mondo 2023, benché lei non fosse convocata, con l'intenzione di denunciare il sistema di maltrattamenti e molestie all'interno della selezione femminile. Ad alzare pubblicamente il polverone, nel 2023, fu il bacio non consensuale dato dall'ex presidente della Federazione calcistica della Spagna Luis Rubiales alla calciatrice Jennifer Hermoso, durante i festeggiamenti del 20 agosto immediatamente successivi alla vittoria del titolo contro l'Inghilterra, oltre a una lettera firmata nei giorni precedenti al ritiro da diverse calciatrici spagnole e finalizzata all'esonero di Jorge Vilda, commissario tecnico ritenuto gravemente incapace.

## Filmografia

### Televisione
- Se acabó: Diario de las campeonas - docufilm (2024)